# Michael Heseltine
Michael Ray Dibdin Heseltine (* 21. března 1933 Swansea) je britský politik, člen Konzervativní strany od roku 1951.
Pocházel z rodiny obchodníků s čajem, mezi jeho předky byl skladatel Charles Dibdin. Jeho otec sloužil za druhé světové války u Royal Engineers. Vystudoval historii a politologii na oxfordské Pembroke College. Pracoval v poradenské firmě KPMG, pak se stal spolumajitelem Haymarket Media Group.
V roce 1966 byl zvolen do Dolní sněmovny za Tavistock. Po nástupu konzervativců k moci v roce 1970 působil na ministerstvu dopravy a stal se známým díky projektu Concorde. V letech 1974 až 1979 byl stínovým ministrem průmyslu. Ve vládě Margaret Thatcherové byl zpočátku ministrem životního prostředí, v roce 1983 se stal ministrem obrany a v roce 1986 z této funkce odstoupil v důsledku aféry Westland. Stal se hlavním vnitrostranickým oponentem Thatcherové a v roce 1990 inicioval její nahrazení Johnem Majorem. V Majorově vládě byl ministrem životního prostředí, ministrem obchodu a předsedou obchodní rady a v letech 1995 až 1997 zastával post vicepremiéra. Roku 1997 přijal Řád společníků cti. V roce 2001 odešel z aktivní politiky a jeho poslanecké křeslo získal Boris Johnson. Byl jmenován peerem.
Patřil k hlavním představitelům Tory Reform Group. Je stoupencem evropské integrace a prosazoval nahrazení libry eurem. Odmítl brexit a v roce 2019 prohlásil, že kvůli euroskeptické politice stávajícího vedení konzervativců bude volit liberální demokraty.
Žije na zámku Thenford House v Northamptonshire. Je ženatý, má tři děti a devět vnoučat.